# 三將圍攻佛多和山城
「三將圍攻佛多和山城」は、『滿洲實錄』にみえる明万暦21年1593の戦役。
本戦役で、イェヘとともにヌルハチ征討を図った長白山の訥殷ネイェン部が討滅され、長白山地方が支配下に入ったことで、ヌルハチは曩きに併呑していた建州五部も併せて建州女直全域を支配下に置いた。

## 経緯

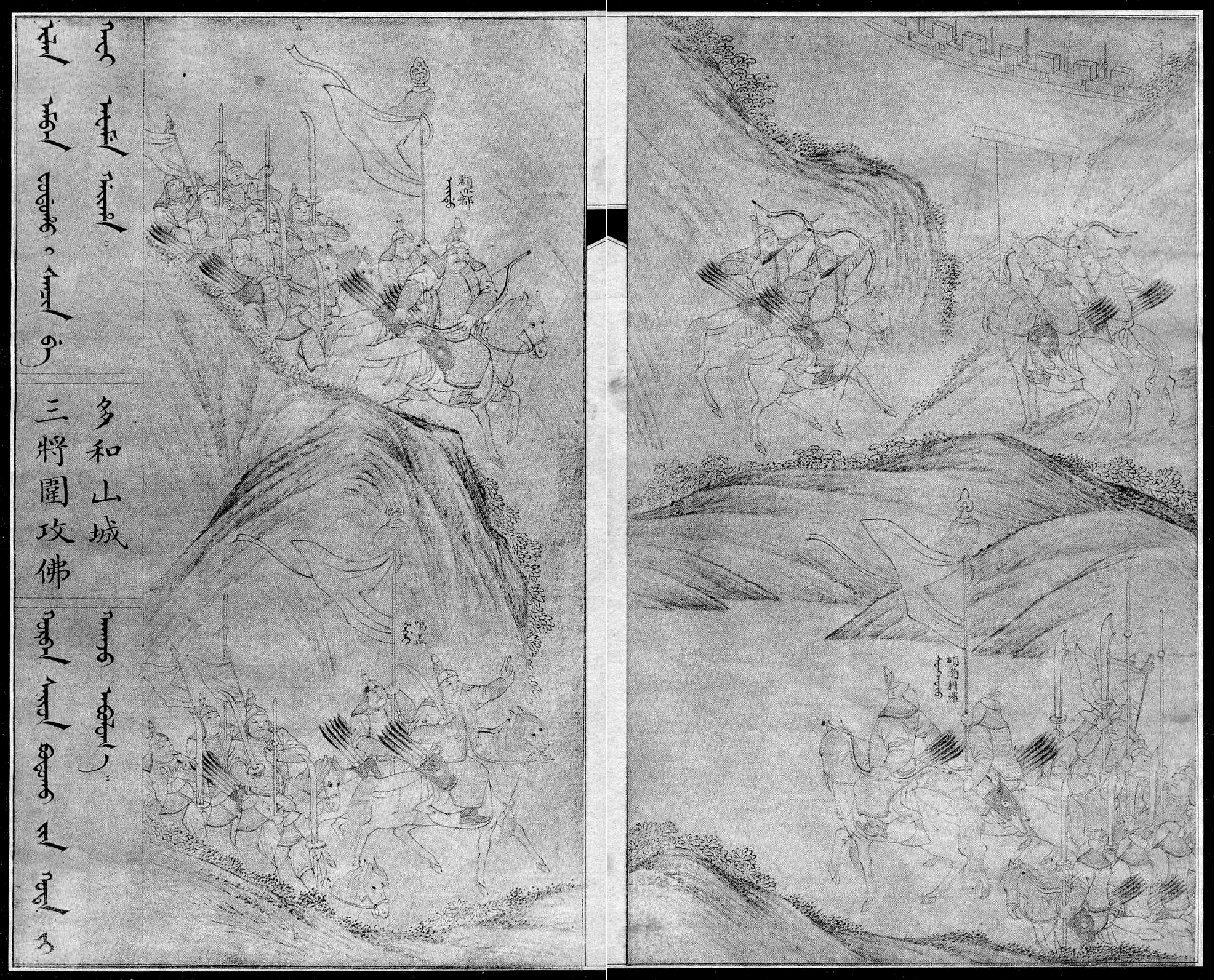
『滿洲實錄』巻2「三將圍攻佛多和山城」

明万暦21年1593旧暦10月、ヌルハチは、グレの山での一戦においてイェヘに加勢した廉で、朱舍里ジュシェリ部を征討し、部主・紆楞格ユレンゲらを捕縛した。しかし結局その罪科を宥し、連行して扶養することにした。この頃、訥殷ネイェン部の搜穩シャウェンと塞克什セクシは七箇所の寨ガシャンから人を集め、佛多和フォドホの山寨に移住させた。

### 三將佛多和ノ山城ヲ圍攻ス
翌閏11月、ヌルハチの命を受けたニョフル氏エイドゥ、イルゲン･ギョロ氏ガガイ、ギョルチャ氏アンバ･フィヤング (ションコロ･バトゥル) の三人は、兵1,000人を率いてネイェン部のフォドホ山寨に侵攻した。三箇月に亘て連日侵攻を続け、翌22年1594正月に城を攻略すると、シャウェン、セクシを斬伐して撤収した。

### 蒙古との通好
同月、蒙古ノン･ホルチン部の酋長ベイレ明安ミンガンと五部ハルハの部主ベイレ老薩ロオサが使者を派遣し通好を求めた。これ以降、蒙古諸ベイレとの間に通使の交流が続いた。

## 脚註

### 典拠
1. ↑  “癸巳歲萬曆21年1593 10月段47”. 滿洲實錄. 2
2. ↑  “癸巳歲萬曆21年1593 10月1日段326-327”. 太祖高皇帝實錄. 2
3. ↑  “癸巳歲萬曆21年1593閏11月1日段328-329”. 太祖高皇帝實錄. 2
4. ↑  “癸巳歲萬曆21年1593閏11月段48”. 滿洲實錄. 2
5. ↑  “甲午歲萬曆22年1594 1月1日段330-331”. 太祖高皇帝實錄. 2
6. ↑  “甲午歲萬曆22年1594段49”. 滿洲實錄. 2

## 文献

### 実録
- 編者不詳『太祖武皇帝實錄』崇徳元年1636 (漢) ＊中央研究院歴史語言研究所版 (1937年刊行)
- 覚羅氏勒德洪『太祖高皇帝實錄』崇徳元年1636 (漢)
- 編者不詳『滿洲實錄』乾隆46年1781 (漢)
  - 『ᠮᠠᠨᠵᡠ ᡳ ᠶᠠᡵᡤᡳᠶᠠᠨ ᡴᠣᠣᠯᡳmanju i yargiyan kooli』乾隆46年1781 (満) ＊今西春秋版
    - 今西春秋『満和蒙和対訳 満洲実録』刀水書房, 昭和13年1938訳, 1992年刊

### 史書
- 稻葉岩吉『清朝全史』上巻, 早稲田大学出版部, 大正3年1914
- 趙爾巽『清史稿』清史館, 民国17年1928 (漢) ＊中華書局版
- 孟森『清朝前紀』民国19年1930 (漢) ＊商務印書館版

### Web
- 栗林均「モンゴル諸語と満洲文語の資料検索システム」東北大学
- 「明實錄、朝鮮王朝実録、清實錄資料庫」中央研究院歴史語言研究所 (台湾)